# Rhinichthys
El gènere Rhinichthys són peixos ciprínids d'aigua dolça inclosos en l'ordre Cypriniformes, distribuïts per rius del Canadà, Estats Units i Mèxic. Algunes d'aquestes espècies són apreciades en aquariologia.
Són peixos similars a les carpes però de grandària molt petita, la majoria de les espècies de poc més de 10 cm, que habiten aigües de clima temperat a subtropical.

## Taxonomia
- Gènere Rhinichthys:
  - Rhinichthys atratulus (Hermann, 1804)
  - Rhinichthys cataractae (Valenciennes, 1842) - Carpita raconera
  - Rhinichthys chrysogaster (Girard, 1856) - Pupo panzaverde
  - Rhinichthys cobitis (Girard, 1856) - Carpita locha
  - Rhinichthys deaconi (Miller, 1984)
  - Rhinichthys evermanni (Snyder, 1908)
  - Rhinichthys falcatus (Eigenmann i Eigenmann, 1893)
  - Rhinichthys obtusus (Agassiz, 1854)
  - Rhinichthys osculus(Girard, 1856) - Carpita pinta
  - Rhinichthys umatilla (Gilbert i Evermann, 1894)